# 중국과학기술대학
중국과학기술대학(University of Science and Technology of China, USTC; 중국어 간체자: 中国科学技术大学, 정체자: 中國科學技術大學, 병음: Zhōngguó Kēxué Jìshù Dàxué)은 중화인민공화국 안후이성의 국립 연구중심 대학이다. 국가중점대학 중 하나이며, 중국의 가장 일류의 대학 중의 하나이다.

## 개요
1958년 국가 경제, 국방 기술, 과학기술 교육의 긴급 수요에 대응하여 USTC는 학부 교육을 주창한 중국과학원 궈모뤄 제안과 중공 비준을 거쳐 1958년 9월 베이징에 설립된 후, 1970년 문혁 당시에 안후이성의 허페이 시로 이전되었다. 과학기술 연구에 대한 경쟁력이 특색이다. USTC는 9 학교, 23 학과, 영재를 위한 특수 학급, 교육 개혁을 위한 실험적인 학급 , 대학원(허페이, 상하이, 쑤저우), 경영 학교(베이징), 소프트웨어 학교, 네트워크 교육 학교와 계속 교육 학교로 구성된다.

## 같이 보기
- 중국의 과학기술